# Avènement et Triomphe du Christ
L’Avènement et Triomphe du Christ ou Les Sept Joies de la Vierge est une peinture à l'huile sur panneau du peintre primitif flamand Hans Memling, achevé vers 1480. Mesurant 81 × 189 cm, il est réalisé pour le retable de la guilde des tanneurs destiné à l'église Notre-Dame de Bruges. Il est aujourd'hui exposé à l'Alte Pinakothek de Munich, en Allemagne. 
Le tableau représente 25 épisodes de la Vie du Christ (bien que certains l'aient interprété comme une version des Sept Joies de la Vierge) combinés dans une seule composition narrative, sans scène centrale dominante. On y voit notamment : l'Annonciation, l'Annonce aux bergers, la Nativité, le Massacre des Innocents, l'Adoration des mages, la Passion, la Résurrection, l'Ascension, la Pentecôte, la Dormition et l'Assomption de Marie. Memling emploie un style narratif similaire à celui utilisé auparavant dans ses Scènes de la Passion du Christ (v. 1470), commandées par Tommaso Portinari et actuellement exposées à la Galerie Sabauda de Turin.